# Мржњење
Мржњење или очвршћавање је физички процес у коме се материја из течног стања претвара у чврсто агрегатно стање. До ове појаве долази хлађењем течности до температуре мржњења. Топљење је обрнут процес у ком се чврсто тело претвара у течност. Све познате течности, са изузетком течног хелијума, могу се хлађењем превести у чврсто стање. За већину супстанци тачке топљења и мржњења су на истој температури, док се за мањи број њих ове температуре разликују. Ова појава се назива хистерезис. Рецимо, агар се топи на 85°C, а мрзне се на 31°C до 40°C.
Температура супстанце остаје непромењена све док се не изврши потпун фазни прелаз у чврсто стање. При мржњењу тело предаје топлотну енергију околини, иако се његова температура не мења. Ако се овај трансфер топлоте спречи мржњење се зауставља. Ова одведена топлота се назива латентна топлота. Сличан, али обрнут термодинамички процес се одвија приликом топљења.
Већина течности се мрзну кристализацијом. Она се састоји из фазе формирања нуклеуса и фазе његовог раста.
Неке материје, као што су стакло и глицерол, мрзну се без кристализације. Оне се називају аморфна чврста тела. Њихов прелаз у чврсто стање је постепен и одвија се у извесном температурном опсегу. Прелаз оваквих материјала у чврсто стање назива се витрификација.
За већину супстанци, тачке топљења и смрзавања су исте температуре; међутим, поједине супстанце поседују различите температуре прелаза чврсто-течност. На пример, агар показује хистерезу у тачки топљења и тачки смрзавања. Топи се на 85 °C (185 °F) и очвршћава од 32°C до 40°C (89,6 °F до 104 °F).

## Кристализација
Кристализација се састоји од два главна догађаја, нуклеације и раста кристала. Нуклеација је корак у коме молекули почињу да се окупљају у кластере, на нанометарској скали, ређајући се на дефинисан и периодичан начин који дефинише кристалну структуру. Раст кристала је накнадни раст језгара која успевају да постигну критичну величину кластера. Термодинамика смрзавања и топљења је класична дисциплина у оквиру физичке хемије, која се данас развија у спрези са компјутерским симулацијама.

## Потхлађивање
Упркос другом закону термодинамике, кристализација чистих течности обично почиње на нижој температури од тачке топљења, због велике енергије активације хомогене нуклеације. Стварање језгра подразумева формирање интерфејса на границама нове фазе. Нешто енергије се троши на формирање овог интерфејса, на основу површинске енергије сваке фазе. Ако је хипотетичко језгро премало, енергија која би се ослободила формирањем његове запремине није довољна да створи његову површину и нуклеација се не наставља. Замрзавање не почиње све док температура није довољно ниска да обезбеди довољно енергије за формирање стабилних језгара. У присуству неправилности на површини посуде која садржи, чврсте или гасовите нечистоће, претходно формиране чврсте кристале или друге нуклеаторе, може доћи до хетерогене нуклеације, где се део енергије ослобађа делимичним уништавањем претходног интерфејса, подижући тачку прехлађења. да буду близу или једнаке тачки топљења. Тачка топљења воде при притиску од 1 атмосфере је веома близу 0&nbsp;°C (32&nbsp;°F, 273.15 K), а у присуству нуклеирајућих супстанци тачка смрзавања воде је близу тачке топљења, али у одсуству нуклеатора вода може да се охлади до −40 °C (−40 °F; 233 K) пре замрзавања. Под високим притиском (2.000 атмосфера) вода ће се охладити на чак −70 °C (−94 °F; 203 K) пре смрзавања.

## Егзотермност
Замрзавање је скоро увек егзотермни процес, што значи да се како течност прелази у чврсто стање ослобађаја топлота и расте притисак. Ово се често сматра контраинтуитивним, пошто температура материјала не расте током замрзавања, осим ако је течност прехлађена. Али ово се може разумети јер се топлота мора непрекидно уклањати из течности која се смрзава или ће процес замрзавања престати. Енергија која се ослобађа при замрзавању је латентна топлота и позната је као енталпија фузије и потпуно је иста као енергија потребна за топљење исте количине чврсте материје.
Нискотемпературни хелијум је једини познати изузетак од општег правила. Хелијум-3 има негативну енталпију фузије на температурама испод 0,3 K. Хелијум-4 такође има врло мало негативну енталпију фузије испод 0,8 K. То значи да се, при одговарајућим константним притисцима, овим супстанцама мора додати топлота како би се замрзнуле.

## Витрификација
Одређени материјали, као што су стакло и глицерол, могу се стврднути без кристализације; они се називају аморфним чврстим материјама. Аморфни материјали, као и неки полимери, немају тачку смрзавања, јер нема нагле промене фазе на било којој специфичној температури. Уместо тога, долази до постепене промене у њиховим вискоеластичним својствима у распону температура. Такве материјале карактерише стаклена транзиција која се јавља на температури стаклене транзиције, која се може грубо дефинисати као „преломна” тачка на графикону густине материјала у односу на температуру. Пошто је витрификација неравнотежан процес, она се не квалификује као замрзавање, што захтева равнотежу између кристалног и течног стања.

## Смрзавање живих организама
Многи живи организми су у стању да толеришу дуже временске периоде на температурама испод тачке смрзавања воде. Већина живих организама акумулира криопротектанте као што су протеини против нуклеације, полиоли и глукоза да би се заштитили од оштећења од мраза оштрим кристалима леда. Већина биљака, посебно, може безбедно да достигне температуре од −4 °C to −12 °C. Одређене бактерије, посебно Pseudomonas syringae, производе специјализоване протеине који служе као моћни нуклеатори леда, које користе за стварање леда на површини различитог воћа и биљака на око −2 °C. Замрзавање узрокује повреде епитела и чини хранљиве материје у основним биљним ткивима доступним бактеријама.

### Бактерије
Три врсте бактерија, Carnobacterium pleistocenium, као и Chryseobacterium greenlandensis и Herminiimonas glaciei, наводно су биле оживљене након што су хиљадама година преживеле замрзнуте у леду.

### Биљке
Многе биљке пролазе кроз процес који се зове очвршћавање, што им омогућава да преживе температуре испод 0 °C недељама или месецима.

### Животиње
Нематода Haemonchus contortus може да преживи 44 недеље замрзнута на температурама течног азота. Друге нематоде које преживљавају на температурама испод 0 °C укључују Trichostrongylus colubriformis и Panagrolaimus davidi. Многе врсте гмизаваца и водоземаца преживљавају смрзавање. Погледајте криобиологију за потпуну дискусију.
Људске гамети и 2-, 4- и 8-ћелијски ембриони могу преживети замрзавање и одрживи су до 10 година, што је процес познат као криопрезервација.
Експериментални покушаји да се људска бића замрзну ради каснијег оживљавања познати су као крионика.

## Очување хране
Замрзавање је уобичајена метода чувања хране која успорава и распадање хране и развиће микроорганизама. Поред утицаја нижих температура на брзину реакције, смрзавање чини воду мање доступном за развиће бактерија. Замрзавање је један од најстаријих и најчешће коришћених метода чувања хране још од 1842. године, замрзавање је у великој мери коришћено у саламури од леда и соли. Приликом замрзавања, укуси, мириси и нутритивни садржај углавном остају непромењени. Замрзавање је постало комерцијално применљиво након појаве (увођења) механичког хлађења. Замрзавање се успешно користи за дуготрајно чување многих намирница које обезбеђују значајно продужени рок трајања. Конзервирање замрзавањем се генерално сматра бољим од конзервирања и дехидрације у погледу задржавања сензорних и нутритивних својстава.